# 誉田八幡神社 (習志野市)
誉田八幡神社（こんだはちまんじんじゃ、旧字体：譽田八幡神󠄀社󠄁）は、千葉県習志野市大久保にある神社である。旧社格は村社。

## 祭神
- 誉田別之命（応神天皇・八幡神）

## 由緒
延宝年間（1673年～1680年）、河内国から一族郎党を率いて関東に逃れた豊臣側の武将・市角頼母が船橋市夏見に河内国古市郡誉田村（現・大阪府羽曳野市）の誉田八幡宮を勧請したのが当社の始まりと言われている。移転先は農耕に適さず、藤崎部落（現・習志野市藤崎）の田久保源左衛門の教えにより習志野市大久保の地に移住し、その際に現在地に遷座した。
安政2年（1855年）に本殿・拝殿を改築。昭和7年（1932年）に神輿殿、同24年（1949年）に神楽殿を新築。

## 境内末社
- 天満宮
- 三峯神社
- 春日神社
- 蔵王神社
- 稲荷神社
- 金比羅神社
- 疱瘡神社

## 祭事
- 例祭（9月15日）

## 交通アクセス
- 京成大久保駅（京成電鉄京成線）から徒歩5分
- 津田沼駅（JR東日本総武本線）北口から
  - 「東邦大学前」バス停下車 徒歩5分 「日大生産工学部」バス停下車 徒歩3分
  - 系統 津01,津02,津03,津21,津22,津31,津31-1
- 新津田沼駅（新京成電鉄）北口から
  - 習志野コミバス（東部保健福祉センター行き）で「八幡公園」バス停下車 徒歩1分